# 日本齿科大学东京短期大学
日本齿科大学东京短期大学（日语：／ Nihon Shika Daigaku Tokyo Tanki Daigaku *），简称东京短大（とうきょうたんだい），是一所位于日本东京都千代田区的私立短期大学。

## 概要

### 简介
- 学校最早可以追溯到1968年[1]。短期大学为于2005年开办[1]、由学校法人日本齿科大学经营。

### 历史
- 2005年 日本齿科大学东京短期大学成立并同时设置牙科卫生学科和牙科技工学科。
- 2006年 专科牙科技工学专攻成立。
- 2009年 专科牙科卫生学专攻成立。

### 宪章
- 请参看日本齿科大学东京短期大学的标志 （页面存档备份，存于） （日語） 2013年11月21日阅览。

## 学校环境
- 校区：在东京都千代田区

## 历任校长
- 小口春久：现在短期大学校长[2]

## 组织

### 学科
- 牙科卫生学科[注 1]
- 牙科技工学科[注 2]

### 专科
| - 牙科卫生学专攻 - 牙科技工学专攻 |

### 业余课程
| - 无 |

## 相关链接
- 日本短期大学列表
- 日本齿科大学新潟短期大学